# Ditmas Avenue
Ditmas Avenue è una fermata della metropolitana di New York, situata sulla linea IND Culver. Nel 2014 è stata utilizzata da 1 437 835 passeggeri.
È servita dalla linea F Sixth Avenue Local, sempre attiva.